# Calpulli
Een calpulli (mv: calputin) was de benaming voor een stam bij de Azteken. Meerdere calputin vormden samen een altepetl (meervoud: altepemeh). De altepetl was de kleinste bestuurlijke eenheid, het bestond meestal uit een dorp of stad met het gebied eromheen, van "water tot berg" (altepetl betekent waterberg).
De Azteekse samenleving had een zeer streng klassensysteem. De Tlatoani staat aan het hoofd van de samenleving, dan komen de edelen, of de Pipiltin, daaronder stonden de Macehualtin, dit zijn de burgers. De burgers waren nog eens opgesplitst in 100 Calputin. Als een kind in een bepaalde klasse geboren werd, werd dit in de borst gekerfd, je kon niet veranderen van calpulli. Een jongen werd volwassen op zijn 20ste, moest dan trouwen en werd samen met zijn vrouw geregistreerd. Een ongehuwde man kon geen burger worden.